# Adrienne Lyle
Pour les articles homonymes, voir Lyle.
Adrienne Lyle, née le 2 janvier 1985 à Coupeville (État de Washington), est une cavalière de dressage américaine. Elle est médaillée d'argent en dressage par équipes aux Jeux olympiques d'été de 2020 avec Steffen Peters et Sabine Schut-Kery.

## Carrière
Adrienne Lyle participe à ses premiers Jeux en 2012 où elle termine 37e du dressage individuel avec Wizard.
Elle ne participe à la finale de l'épreuve de dressage individuel le 28 juillet malgré sa qualification car son cheval ne s'est pas senti bien le matin de l'épreuve et Adrienne Lyle décide de ne pas prendre de risque. La veille, elle avait remporté la médaille d'argent en dressage par équipes avec Steffen Peters et Sabine Schut-Kery.